# فرد تورنر
فرد تورنر هو كاتب أغاني وموسيقي ومغني كندي، ولد في 16 أكتوبر 1943 في وينيبيغ في كندا.

## وصلات خارجية
- فرد تورنر على موقع ميوزك برينز (الإنجليزية)
- فرد تورنر على موقع إن إن دي بي (الإنجليزية)
- فرد تورنر على موقع أول ميوزيك (الإنجليزية)
- فرد تورنر على موقع أول ميوزيك (الإنجليزية)
- فرد تورنر على موقع ديسكوغز (الإنجليزية)